# Guerra ispano-brandeburghese
La guerra ispano-brandeburghese fu una guerra di corsa portata dallo stato del  Brandeburgo-Prussia contro la Spagna, allo scopo di ottenere il pagamento arretrato di un sussidio di 1,8 milioni di talleri.

## Situazione
Le casse del Brandeburgo-Prussia, dopo la lunga guerra contro la Svezia, erano vuote. Perciò mancava denaro sufficiente per mantenere ancora la Marina brandeburghese, creata già durante tale guerra. La corona di Spagna doveva al principe elettore della Marca di Brandeburgo Federico Guglielmo I, una somma di circa 1,8 milioni di talleri come sussidio di guerra. Poiché la Spagna si rifiutava di pagare, l'armatore olandese Benjamin Raule si offrì di procurare al Brandeburgo il controvalore equivalente con il naviglio catturato agli spagnoli in una guerra di corsa.
Sarebbe stata armata una flotta di sei fregate, ciarcuna armata con un numero di cannoni da 20 a 60, un brulotto ed una nave-appoggio con 600 marinai e 300 soldati. La flotta fu posta sotto il comando dell'olandese Claus van Beveren nell'estate del 1680, diretta da Pillau verso il Mare del Nord, per dare colà la caccia al naviglio spagnolo. La Danimarca, anch'essa creditrice insoddisfatta della Spagna, aprì al Brandeburgo il collegamento attraverso l'Øresund.

## Sviluppo del conflitto
Una piccola squadra navale, agli ordini del comandante olandese Claus von Bevern, si presentò davanti ad Ostenda, ov'era ancorata la nave spagnola Carolus Secundus, con un carico di lini e merletti del Brabante ed armata con 52 cannoni; con un colpo di mano la nave spagnola venne conquistata dalla squadra brandeburghese, portata a Pillau e qui, con il nuovo nome di Markgraf von Brandenburg, incorporata nella flotta della Marina brandeburghese. Il carico della nave, bottino di guerra, venne venduto per una somma di 100 000 talleri.
Poiché gli spagnoli nel canale della Manica stavano ora all'erta, una squadra brandeburghese di 5 fregate uscì in Atlantico e catturò lungo le coste messicane e americane due galeoni spagnoli, il cui carico venne venduto in Giamaica.
Gli spagnoli prepararono di conseguenza una flotta per levare di mezzo quella del Brandeburgo.
Intanto la flotta brandeburghese, rafforzata dalla Carolus Secundus catturata agli spagnoli e divenuta nave ammiraglia con il nuovo nome di Markgraf von Brandenburg, riuscì a catturare un'altra nave spagnola presso la città di Glückstadt, nello Schleswig-Holstein.
Una squadra brandeburghese quindi si diresse in Atlantico allo scopo di intercettare uno dei ricchi convogli spagnoli provenienti dalle colonie americane. Tuttavia, scambiata una flotta militare spagnola per uno di questi convogli, la flotta brandeburghese attaccò al largo di Capo San Vincenzo, nel Portogallo meridionale, ma venne duramente sconfitta e dovette riparare nel porto di Lagos, dal quale tornò poi a Pillau. A causa dei risultati limitati e delle proteste delle altre potenze europee, il principe elettore Federico Guglielmo rinunciò infine alla guerra di corsa.